# Копертаун (Њујорк)
Копертаун (енгл. Cooperstown) град је у америчкој савезној држави Њујорк.

## Демографија
По попису из 2010. године број становника је 1.852, што је 180 (-8,9%) становника мање него 2000. године.
| Група             | 2000.         | 2010.         |
| Белци             | 1.920 (94,5%) | 1.692 (91,4%) |
| Афроамериканци    | 19 (0,9%)     | 7 (0,4%)      |
| Азијати           | 33 (1,6%)     | 78 (4,2%)     |
| Хиспаноамериканци | 47 (2,3%)     | 58 (3,1%)     |
| Укупно            | 2.032         | 1.852         |